# Шульман, Сергей Николаевич
Сергей Николаевич Шульман (1869—1927) — генерал-майор русской императорской армии.

## Биография
Происходил из дворян Лифлянской губернии, лютеранского вероисповедания. Родился 23 октября (4 ноября) 1869 года в Иркутске в семье генерала Николая Густавовича Шульмана.
Окончил Пажеский Его Величества корпус; имя его занесено на мраморную доску. В службе состоял с 1 сентября 1887 года и был выпущен в 3-ю гвардейскую и гренадерскую артиллерийскую бригаду с прикомандированием к лейб-гвардии 1-й артиллерийской бригаде. Переименован в капитаны (ст. 06.12.1895).
В 1896 году окончил Александровскую Военно-юридическую академию (по 1-му разряду с малой серебряной медалью; его имя было занесено на мраморную доску). В период с 14 февраля 1898 по 19 ноября 1901 года был делопроизводителем судной части управления Отдельного корпуса пограничной стражи; подполковник (ст. 06.12.1900).
С 19 ноября 1901 года — кандидат на военно-судную должность, с 13 июня 1902 года — помощник военного прокурора Петербургского военно-окружного суда; полковник (ст. 06.12.1904; за отличие).
С 17 декабря 1905 года был правителем канцелярии Главного военно-судного управления; был произведён в генерал-майоры (пр. 06.12.1911; ст. 06.12.1911; за отличие). С 22 апреля 1917 года — начальник военно-тюремного отдела Главного военно-судного управления.
Участвовал в Белом движении на юге России. В эмиграции — сначала в Германии (в Берлине), затем во Франции. Был членом Союза офицеров участников войны, участвовал в Рейхенгалльском монархическом съезде 1921 года.
Умер в Париже 6 июля 1927 года.
Был женат с 8 января 1897 года на Анне Михайловне Ивановой (1878—?).

## Награды
- орден Св. Станислава 2-й ст. (1906)
- орден Св. Анны 2-й ст. (1908)
- орден Св. Владимира 3-й ст. (1913)
- орден Св. Станислава 1-й ст. (ВП 06.12.1914)
- орден Св. Анны 1-й ст. (ВП 22.03.1915; с 01.01.1915).